# 渡辺義政
渡辺 義政（わたなべ よしまさ、生年不詳 - 建保5年9月5日（1217年10月6日））は、源義経の家臣。通称は内膳守、内膳。

## 略歴
文治5年（1189年）、源義経が兄・源頼朝に追われ、京から陸奥国平泉に下向する道中、糸沢宿付近に泊まった際に、義政は同地に留まった。
義経の戦死後、建暦2年（1212年）に龍福寺を開山する。
建保5年（1217年）、82歳で没した。